# GPSアート
GPSアート（英語: GPS art）とは、GPSロガーやスマートフォン等のGPS（全地球測位システム）対応端末を持ち移動することでオンライン地図上に記録される軌跡で描いた絵や文字である。
「ランニングアート」「お絵かきラン」「GPSラン」などのランニングに限定したGPS表現と違い、どんな走法や移動手段、車や飛行機など、動力の有無にも制限がない、GPSを使った表現すべてを含んだ総称である。飛行機や自動車など動力のある乗り物での走行も含まれていることから、作品の多くは巨大で国境を跨ぐものさえある。よって、より巨大な絵を描くことが「GPSアート」の中心的な話題となっており、時折、最長記録が破られギネスブックが更新されている。

## GPSアートの種類と特徴
GPSアートには走法や絵の種類、アプリの種類、または描く題材によって、さまざまな呼び方があり、大きく次のように分類できる。名前を分けている要因は、①移動手段 ②スポーツ性の強弱 ③芸術性の強弱 ④描画方法 ⑤測定方法－－以上の4つである。
- GPSアート
- GPS地上絵
- GPS絵画
- ランニングアート
- お絵かきラン（GPSお絵描き）
- GPSラン
- GPS Drawing
- STRAVA ART
- 创意跑步

### GPS Drawing
世界初のGPS表現者、英国のジェレミー・ウッド（Jeremy Wood）が提唱。彼は、当時軍事技術だったGPSを使い多く作品を発表。それらは「GPS Drawing」と呼ばれ、GPSを使ったすべての表現活動の世界的な先駆者となる。地図製作者であった彼にとって初のGPS作品にあたるものの年代は明確でないが、2002年1月1日のニューヨークタイムズに彼のGPS Drawingについての記事が掲載されている。

### GPS地上絵
日本のランドスケープデザイナーの石川初が2003年に日本初のGPS作品「アヒル」を公開し、当時自らを「地上絵師」と自認。彼を師とし影響を受けていた写真家の大山 顕がこの表現活動に続き、それらの作品群を「GPS地上絵」と呼んでいる。測位計測専用のGPSロガーを使用。石川はテレビ朝日の番組「タモリ倶楽部」でも紹介され（タモリの似顔絵をGPS地上絵で表現）一般にこの表現方法が広がり影響を与えた。

### GPS絵画
2005年、芸術家のYassanが「MARRY ME」の文字をGPSロガーで日本列島上に表現し、世界最大のGPS Drawingとして当時のギネスブックに認定された。彼はGPSロガーを使った表現芸術を「GPS絵画」と呼び、その後も多くの作品を発表している。徒歩、ランニング、車、飛行機、等の移動手段を問わない。

### GPSアート
現在ではGPSを使った表現すべてを含んだ総称で、車や飛行機など、動力の有無にも制限がなく、絵や文字、抽象画などテーマ的制約もない。ジャンル隔たりなく利用される言葉。

### ランニングアート
GPSを使った世界初の一般向けランニング計測端末「Nike+iPod」が対応シューズとともにナイキからリリースされ、国内ではジョセフ・テイムによる「NIKE RUN LIKE ME」キャンペーンによって日本を中心に広がった。やがてランニングアプリの利用度が広がり、ランニングに限定したGPSアートを「ランニングアート」と呼んだ。人間が走る距離に限界があり大作は多くないが、自走するメリットを活かせるため、階段や歩道橋、公園や歩道など、自転車や車が通れない経路を利用できるのが特徴。途中の景色撮影や観光、飲食などコース変更が容易で、気楽であることからグループランやイベントの企画に適している。主に動物を題材にした作品が多い。

### GPSラン
日本の3G携帯（ガラケー）時代にアディダスジャパンが提唱し、au、NTTドコモの携帯アプリを使い、運動した軌跡を表示するサービス名。軌跡は点々で描かれたが、当時GPS携帯が一般化されておらず、Nike+iPodがリリースされてまもない頃に「GPS RUN」ロゴマークとともにリリースされた。現在では、プロGPSランナーの肩書きを持つ志水直樹がランニングアプリ「adidas Running」を使い「GPSラン」「GPSランナー」の名で作品を数多く公開しておりadidas GPSの遺伝子を引き継いでいるかたちに。彼は「競わないランニング」を合言葉に、距離や速度で競うスポーツとしてのランニングと距離を置いた彼独自の「GPSラン」のポリシーを通しており、スポーツから離れブロギングや社会貢献、自然保護など、社会運動や地域復興を軸に活動している。
2022年1月、NIKEジャパンが「GPS RUN」という名のアパレルとシューズコレクションをリリース。ロングスリーブのシャツとランニングシューズにはNRC（ナイキ製のランニング専用スマホアプリ）で描かれる伝統的なGPS軌跡のサーモグラフが施され、シリーズの共通の特徴になっている。

### お絵かきラン
ランニングアートと同じ、走る方法で描くGPSアート。雑誌「月刊ランナーズ」が2021年に「お絵かきラン」特集でこの用語を使い始め、ランニングアプリTATTAでも「サタデーラン」のイベントで「お絵かきラン」と表記している。ランニングアートとの違いは、アニメの主人公や漫画化された動物など、キャラクター化された作品が多く見られることで、人気のアニメキャラクターや流行ががいち早く描かれハッシュタグと共にシェアされるのが特徴で作風が大衆的である。

### 顔マラソン
日本全国の各都道府県ゆかりのある顔の形のランニングコースで、42.195キロのフルマラソンの距離になるように設計し走ること、またはそのGPSアート作品を「顔マラソン」と呼ぶ。国内のランニングアートとしては一番古く、開始は2011年。顔マラソン公式ページがあり、43都道府県のコースがこのサイトを通してGoogleMapsやRunGoに公開されている。タフなマラソンランナーのファンが多い。

### STRAVA ART
トライアスロン向けの運動計測アプリ「Strava」を使うことを条件とし、このアプリで完走されたルート画像を指す。主に朱色の細い線で描かれ、目鼻などの細かい描画を得意とする。この種類だけを集めたウェブサイト「Stravart」と、同名のInstagramアカウントが主な公開場所。ランニングアートや顔マラソンとの違いは、主にロードサイクルを活かした長距離性で、総距離100キロメートルを超える大作が話題になることが多い。

### 创意跑步
中国語で「ランニングアート」の意味。日本語に直訳すると「創造的ランニング」「クリエイティブなランニング」。同名のランニングアート専用のスマホアプリがiOSとAndroidからリリースされており、数えきれないほどの作品がシェアされている。中国でランニングアートは一般ランナーにも広く定着しており公募も多く、記念日やイベントを盛り上げる作品が微博、微信などのSNSで数多く公開されている。絵の特徴は中国らしく龍や孫悟空、漢字の文字、干支、歴史上の人物、など、東洋らしい図案がほとんど。ドラゴンボールやジブリアニメ等、日本のキャラクターもある。

#### 中国GPSアートの特徴
一番大きな特徴は、走行コース中にアプリを「一時停止」した場合、軌跡も停止になる点。つまり、「一時停止 ＝ 軌跡停止」扱いになり、軌跡を分離させることができる。これは西側のアプリのほとんどが、「一時停止 ≠ 軌跡停止」である点でGPSアートの描画性に大きな影響があり、一筆書きだけでなく、二筆書き、三筆書き…で軌跡を結ぶことができる。このことは、より自由な表現を産んでいる。

#### 中国ランニングアプリの特徴
中国では、GPSアート作成に西側定番のランニングアプリが使用されることは稀で、ほとんどが、咕咚、悦跑圈、创意跑步などの中国製アプリが使われている。百度、微博、シャオミ、アリババ、などの大手IT企業の他に、中国のフィットネス企業などから運動アプリが数多くリリースされており、競争激化によって機能追加が著しく、ルートアニメ書き出し、軌跡の3D表示と動画生成など、ワークアウトの演出力が格段に向上しており、なかにはTikTok風に編集できるものさえある。これらの演出力を利用しGPSアート公開に活かされているのが大きな特徴だ。